# مارکوس آتیلیوس رگولوس
مارکوس آتیلیوس رگولوس ( ش. 267 – 255 BC ) یک دولتمرد و ژنرال رومی بود که از سال ۲۶۷ تا ۲۵۶ پیش از میلاد کنسول جمهوری روم بود و بسیاری از دوران حرفه ای او در جنگ با کارتاژیان در نخستین جنگ پونی سپری شد. در 256 قبل از میلاد، او و لوسیوس مانلیوس وولسو لونگوس کارتاژی‌ها را در نبرد دریایی در کیپ اکنوموس شکست دادند. پس از آن او لشکرکشی روم به آفریقا را رهبری کرد اما در بهار 255 پیش از میلاد در رودخانه باگراداس شکست خورد و اسیر شد و سپس احتمالاً به دلایل طبیعی درگذشت. درمورد داستان مرگ او بعداً بسیار افسانه سرایی شد. 

## زندگی سیاسی-نظامی
رگولوس کنسولِ نخست در سال ۲۶۷ پیش از میلاد بود. او به همراه هم-کنسول خود (لوسیوس جولیوس لیبو) علیه سالنتینی‌ها لشکرکشی کرد، براندیزیوم را تصرف کرد و از آنجا یک پیروزی مضاعف را جشن گرفت.  در طول نخستین جنگ پونی ، او در سال ۲۵۶ پیش از میلاد  به جای کنسولِ درگذشته، کوئینتوس کائدیسیوس، به عنوان کنسول جانشین انتخاب شد.  او به همراه همکارش، لوسیوس مانلیوس وولسو لونگوس، با ناوگان بزرگ کارتاژی در سواحل سیسیل - نبرد کیپ اکنوموس - جنگید و آنها را شکست داد و سپس آن دو به شمال آفریقا حمله کردند و در آسپیس در سمت شرقی شبه جزیره کیپ بون فرود آمدند. 
پس از محاصره آسپیس ، کنسول‌ها روستاها را ویران کردند و حدود بیست هزار اسیر جنگی را گرفتند.  مانلیوس به رم فراخوانده شد و یک پیروزی دریایی را جشن گرفت، اما رگولوس تونس را تصرف کرد و با کارتاژ وارد مذاکره شد.  هنگام عبور از رودخانه باگراداس، نیروهای او ظاهراً با یک مار بزرگ جنگیدند. در طی محاصره آدیس، در حدود 24 کیلومتری جنوب کارتاژ، کارتاژی‌ها بر روی زمین‌های تپه‌ای ناهموار حمله و نبرد آدیس را آغاز کردند که رومیان در آن پیروز شدند.  رگولوس که در تونس زمستان را می گذراند، وارد مذاکره با کارتاژی‌ها شد، اما شرایط بسیار سختی را ارائه کرد که رد شد. اسکالارد، در تاریخ باستان کمبریج ، ادعاهای ارائه شده در دیو مبنی بر اینکه شرایط رگولوس آنقدر خشن بود که «خواستار تسلیم کامل» بود را به عنوان «روایتی به ندرت قابل اعتماد» رد می کند. اسکالارد معتقد است که به احتمال زیاد رومیان از کارتاژی‌ها خواسته بودند سیسیل را تخلیه کنند. کارتاژی‌ها که تمایلی به ترک نیمه غربی جزیره نداشتند، چنین درخواستی را رد می‌کردند. 
فرماندهی او در سال ۲۵۵ پیش از میلاد به کلانتر بدیل تبدیل شد. در آن بهار، کارتاژی‌ها، که با ورود مزدوران اسپارتی تحت فرمان زانتیپوس و مقابله با پیشنهادات رگولوس در مورد شرایط سخت، حمایت می‌شدند، در نبرد رودخانه باگراداس با رگولوس جنگیدند.  در دشتی که به کارتاژنی ها فضایی می‌داد تا از فیل‌های جنگی و سواره نظام خود استفاده کنند، رگولوس شکست خورد و اسیر شد. تنها حدود دو هزار رومی از نبرد فرار کردند و قبل از اینکه توسط یک طوفان شکسته شوند توسط نیروی دریایی روم دستگیر شدند.  رگولوس در اسارت در اثر غفلت یا گرسنگی درگذشت، اگرچه سرنوشت او "به زودی توسط افسانه ها تزئین شد". 

## افسانه های مرگ

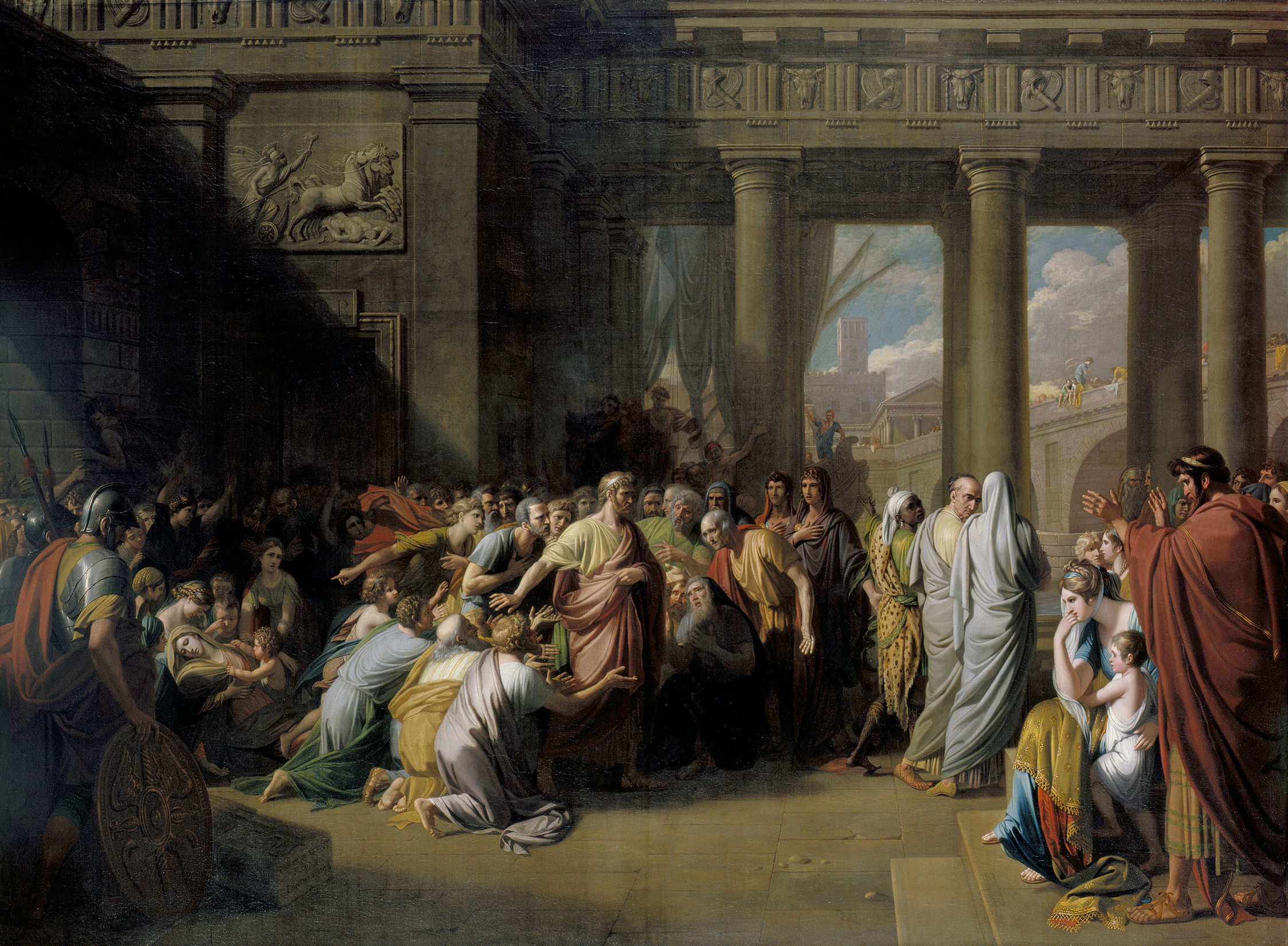
خروج رگولوس اثر بنجامین وست ، 1769.

طبق افسانه‌ها، کارتاژیها او را با سوگند به رم بازگرداندند. او قرار بود برای تبادل زندانی یا شرایط صلح مذاکره کند، اما با هرگونه مبادله یا شرایطی مخالفت کرد، بنابراین به کارتاژ بازگشت تا تا حد مرگ شکنجه شود. با این حال، این افسانه "تقریباً به طور قطع اختراع شده است، شاید برای تسکین شکنجه پسرش از دو زندانی کارتاژی برای انتقام از مرگ او".   هیچ مدرکی از این افسانه در بهترین منبع مربوط به آن دوره، پولیبیوس ، وجود ندارد.
اولین شواهد این افسانه با قطعاتی از تاریخ گایوس سمپرونیوس تودیتانوس در سال ۱۲۹ پیش از میلاد پدیدار می شود. در این روایت، کارتاژی‌ها او را از گرسنگی کشته‌اند.  این افسانه همچنین در کتاب وظایف اثر سیزارو نیز به عنوان یک عمل افتخارآمیز آمده است. به گفته آگوستین کرگدن در شهر خدا (قرن پنجم پس از میلاد)، کارتاژی‌ها با استفاده از عباراتی مشابه سیزارو در پیسونم ، «رگلوس را در جعبه‌ای باریک بستند که مجبور بود در آن بایستد، و در آن میخ‌هایی به خوبی تیز شده بود. دور او ثابت بودند، به طوری که نمی توانست بدون درد شدید به هیچ قسمتی از آن تکیه کند.» 
اسطوره دستگیری رگولوس و سرپیچی از میهن پرستانه بعدها تبدیل به یک داستان مورد علاقه کودکان رومی و داستان سرایان وطن پرست شد که در طول سال ها توسط تاریخ نگاران و سخنوران رومی توسعه و جلا یافت. 

## خانواده
خانواده‌ٔ آتیلی رگولی یک خانواده فقیر و غیر اشرافی بود. مارکوس برادر گایوس آتیلیوس رگولوس بود که بین سالهای ۲۵۷ و ۲۵۰ کنسول رم بود. او با همسری به نام مارسیا حداقل یک پسر به نام مارکوس داشت که بعدها از سال ۲۲۷ تا ۲۱۷ پیش از میلاد کنسول رم شد. 

## مراجع
1. 1 2  Drummond 2012.
2. ↑  Broughton 1951, p. 200.
3. ↑  Broughton 1951, p. 208.
4. ↑  Scullard 1989, pp. 554–55.
5. 1 2  Scullard 1989, p. 555.
6. ↑  Broughton 1951, pp. 208–9.
7. ↑  (Klebs 1896)
8. ↑  Scullard 1989, p. 556.
9. ↑  Scullard 1989; Broughton 1951.
10. ↑  Scullard 1989, pp. 556–57.
11. ↑  Drummond 2012; Scullard 1989.
12. 1 2  (Scullard 1989)
13. ↑  (Drummond 2012), adding, on the possibility of the legend's appearance in Gnaeus Naevius's Bellum Punicum, that such an appearance is unproven.
14. ↑  See also Bleckmann, Bruno (1 June 1998). "Regulus bei Naevius: Zu frg. 50 und 51 Blänsdorf". Philologus (به آلمانی). 142 (1): 61–70. doi:10.1524/phil.1998.142.1.61. ISSN 2196-7008.
15. ↑  Frank 1926, p. 311.
16. ↑   {{cite book}}: Empty citation (help) See note 1 thereat: "Augustine here uses the words of Cicero ('vigilando peremerunt'), who refers to Regulus, in Pisonem, c. 19".
17. ↑  Frank 1926; Klebs 1896.
18. ↑  Zmeskal 2009, p. 39.